# Hollywood chante et danse
Pour plus de détails, voir Fiche technique et Distribution.
Hollywood chante et danse (The Hollywood Revue of 1929) est un film musical américain réalisé par Charles Reisner, sorti en 1929.

## Synopsis
Avec l'arrivée du cinéma parlant et les prémices du Technicolor les grandes compagnies cinématographiques hollywoodiennes décidèrent de mettre en chantier ce que l'on n'appelait pas encore "superproduction". De fait il s'agissait de réunir dans un même film l'ensemble des acteurs composant leurs écuries respectives. Ainsi la Warner Bros. fit-elle réaliser son The Show of Shows tandis que de son côté La Métro sortait Hollywood chante et danse rassemblant ses comédiens parmi lesquels naturellement Stan Laurel et Oliver Hardy. Pas de scénario dans ce film, qui est composé d'une succession de numéros musicaux pour lesquels les acteurs furent invités à faire un peu le contraire de ce qu'ils faisaient d'habitude à l'écran. Laurel et Hardy s'en tirent plutôt bien en jouant les présentateurs magiciens.

## Fiche technique
- Titre : Hollywood chante et danse

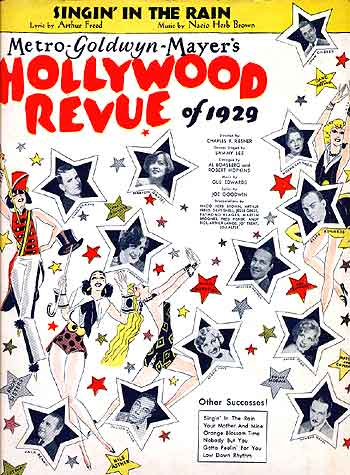

- Titre original : The Hollywood Revue of 1929
- Réalisation : Charles Reisner
- Scénario : Al Boasberg et Robert E. Hopkins
- Photographie : John Arnold, Max Fabian (en) et Irving G. Ries (en)
- Montage : William S. Gray et Cameron K. Wood
- Musique: Arthur Lange, Ray Heindorf et Ernest Klapholtz
- Chansons : Martin Broones, Jesse Greer (en) et Raymond Klages
- Chorégraphie : Sammy Lee, George Cunningham et Joyce Murray
- Direction artistique : Richard Day, Erté et Cedric Gibbons
- Costumes : David Cox, Erté, Henrietta Frazer et Joe Rapf
- Producteurs : Harry Rapf et Irving Thalberg
- Société de production : Metro-Goldwyn-Mayer
- Pays de production :  États-Unis
- Langue : anglais
- Format : Noir et blanc et Couleur (Technicolor bichrome) — 35 mm — 1,20:1 — Son : Mono
- Genre : Comédie, Film musical
- Durée : 130 minutes (2 h 10)
- Dates de sortie : 
  - États-Unis : 23 novembre 1929
  - France : 5 septembre 1930

## Distribution
- Conrad Nagel : Lui-même en maître de cérémonie
- Jack Benny : Lui-même en maître de cérémonie
- John Gilbert : Lui-même en Roméo
- Marion Davies : Elle-même
- Norma Shearer : Elle-même en Juliette
- William Haines : Lui-même
- Joan Crawford : Elle-même
- Buster Keaton : Princesse Raja
- Bessie Love : Elle-même
- Marie Dressler :Elle-même en reine
- Cliff Edwards : Lui-même
- Charles King : Lui-même
- Stan Laurel : Stan, assistant magicien
- Oliver Hardy : Oliver, magicien
- Brox Sisters
- Polly Moran : Elle-même
- Gus Edwards : Lui-même
- Karl Dane
- George K. Arthur
- Gwen Lee
- Anita Page : Elle-même
- Lionel Barrymore : Lui-même
- Carla Laemmle : danseuse de revue
- Nattova and Company : Troupe de danse
- Ernest Belcher's Dancing Tots

Source.

## Autour du film
- Une version allemande : Wir schalten um auf Hollywood a été réalisée avec une distribution légèrement différente et une sortie différée de deux ans par rapport à l'originale.